# Snårsångare
Snårsångare (Scotocerca inquieta) är en egenartad liten tätting som förekommer i Nordafrika samt västra och centrala Asien.

## Fältkännetecken

### Utseende
Snårsångaren är en väldigt liten fågel med en kroppslängd på endast 10-11 centimeter. Den är ljust sandfärgad med lång och mörk stjärt som den ofta likt gärdsmygen håller upprest. På det relativt stora huvudet syns ett tydligt svart ögonstreck samt ett bredare ljust ögonbryn. Hjässan är fint streckad. Benen är långa och ser ut att sitta långt bak på kroppen.
Olika populationer skiljer sig förhållandevis påtagligt åt i utseende. Västliga fåglar i underarten saharae är ljusa med beige ögonbrynsstreck och ljust öga. Underarten theresae är mörkare, mer streckad på hjässa och nacke samt ögonbrynet mer rostfärgat längst fram. Fåglar i östliga inquieta-gruppen är också mörka men har tydligare vitt ögonbrynsstreck samt mörkt öga.

### Läten
Snårsångaren har flera rätt olika läten: en karakteristisk tvåstavig vissling, en fyrstavig fallande visslande drillsnäppeliknande ramsa samt en torr drill fungerar som orosläte. Den egentliga sången påminner om den fyrstaviga strofen men inleds med en avvikande första stavesle: "trisry vi-vy-vu".

## Utbredning och systematik
Snårsångare delas in i åtta underarter med följande utbredning:
- saharae-gruppen
  - Scotocerca inquieta saharae – Marocko till Tunisien, Algeriet och Libyen
  - Scotocerca inquieta theresae – Mauretanien och södra Marocko
- inquieta-gruppen
  - Scotocerca inquieta inquieta – öknar i östra Egypten och norra Arabiska halvön
  - Scotocerca inquieta grisea – västra Saudiarabien, östra Jemen och Oman
  - Scotocerca inquieta buryi – sydvästra Saudiarabien och västra Jemen
  - Scotocerca inquieta striata – Iran till Baluchistan, Pakistan och nordvästra Indien
  - Scotocerca inquieta platyura – Transkaspien till södra Uzbekistan, norra Turkmenistan och västra Tadzjikistan
  - Scotocerca inquieta montana – bergstrakter från södra Turkmenistan till västra Tadzjikistan och norra Afghanistan

### Artgränser
Snårsångaren placeras traditionellt som ensam art i släktet Scotocerca. Studier visar dock att de båda underartsgrupperna skiljer sig påtagligt åt morfologiskt, genetiskt och lätesmässigt. De skiljs också åt av en påtaglig utbredningslucka mellan Nilen och Cyrenaika. BirdLife Sverige delade därför 2019 upp arten i två, berbersnårsångare (S. saharae) och orientsnårsångare (S. inquieta). När BirdLife Sverige anslöt sig till taxonomin hos nya världslistan AviList i juni 2025 återgick man dock till att betrakta dem som en och samma art.

### Familjetillhörighet
DNA-studier visar att snårsångaren är nära släkt med familjen cettior och placeras därmed i denna.

## Ekologi
Arten påträffas i halvöken, sandig eller stenig stäpp med låga buskar eller i mer bergig stenöken. Den är konstant i rörelse men relativt orädd när den springer runt på marken i jakt på huvudsakligen insekter men också frön. Det kupolformade boet placeras lågt i en buske. Den lägger två till fem ägg som ruvas av båda föräldrarna i 13-15 dagar. Ungarna är flygga efter ytterligare 13-15 dagar.

## Status och hot
Arten har ett stort utbredningsområde och en stor population, men tros minska i antal, troligen på grund av habitatförlust, dock inte tillräckligt kraftigt för att den ska betraktas som hotad. Internationella naturvårdsunionen IUCN kategoriserar därför arten som livskraftig (LC). Världspopulationen har inte uppskattats men den beskrivs som fåtalig till lokalt vanlig.